# Agauopsis tricuspis
Agauopsis tricuspis är en kvalsterart som beskrevs av Benard 1962. Agauopsis tricuspis ingår i släktet Agauopsis och familjen Halacaridae. Inga underarter finns listade i Catalogue of Life.